# Carebara corniger
Carebara corniger é uma espécie de inseto do gênero Carebara, pertencente à família Formicidae.